# Korail
Korejsko železniško podjetje (Korail) (Hangul: 한국철도공사, Hanja: 韓國鐵道公社) je javno podjetje, ki spada pod ministrstvo za infrastrukturo, prostor in promet Južne Koreje. Sedež podjetja je v Daejeonu, ustanovljeno je bilo z ustanovitvenim aktom. KORAIL po celotnem območju Južne Koreje upravlja regionalne (intercity) in primestne vlake, ter vlake na podzemnih železnicah. Sedež podjetja je v mestu Daejeon. 

## Zgodovina
⦁ 29. julij 2003: Sprejetje okvirnega zakona o razvoju železniške industrije v Južni Koreji

⦁ 1. december 2003: Sprejetje ustanovnega akta Korejskega železniškega podjetja

⦁ 1. januar 2005: Korejsko železniško podjetje je ustanovljeno

⦁ 1. avgust 2005: Dokončana uvedba hitrega vlaka KTX

⦁ 1. julij 2006: Reorganizacija Korejskega železniškega podjetja (17 podružnic s povezovalnimi funkcijami, 3 skupine za upravljanje vozneg parka)

⦁ 22. december 2006: Odprtje centrov za nadzor železniškega omrežja (5 železniških pisarn na železniških postajah je spremenjenih v centre)

⦁ 26. marec 2009: Prva predstavitev električnih železniških garnitur z največjo hitrostjo 150 km/h

⦁ 2. marec 2010: Začetek komercialnega obratovanja "KTX-Sancheon"

⦁ 28. februar 2012: Začetek obratvanja "Quasi-High Speed Train ITX-Youth" na liniji Gyeongchun

⦁ 25. oktober 2014: Sprostitev prodaje Nacionalne integrirane kartice za javni promet (Railplus)

⦁ 24. marec 2015: KTX že četrtič osvoji prvo mesto za kvalitetno ponudbo Koreje

⦁ 11. januar 2017: Začetek obratovanja KTX mestnega vlaka (št. 8507) med postajama Gwangmyeong in Sadang

⦁ 17. januar 2018: Odprtje mestnega letališkega terminala na postaji Gwangmyeong 

⦁ 15. januar 2019: 1 leto po odprtju letališkega terminala število potnikov preseže 80 000

⦁ 18. avgust 2020: Začetek uporabe klica vlakovnega osebja

## Vrste vlakov in linije
V Južni Koreji še poleg državnega podjetja Korail deluje podjetje SR. Če ga izpustimo je Korail edino podjetje v Južni Koreji, ki ponuja hitre železniške povezave in inter-city povezave. Ponudbo obsega 5 različnih razredov železniških vlakov in podzemnih (metro) vlakov. 

### KTX
KTX ali (Korea Train eXpress) je trenutno najvišja stopnja vlakov ponujenih s strani Korail. To je hitri vlak, ki vozi predvsem na linijah Gyeongbuin Honam, ter na njunih lokalnih linijah (Linija Gyeongjeon, Linija Donghae in Linija Jeolla).

### ITX
ITX ali (Intercity Train eXpress) je serija intercity vlakov v Južni Koreji. Te vrste vlaov so bili predstavljeni leta 2012 in so nadomestili prejšnjo zvrst imenovano Saemaul-ho. 

### Mugunghwa-ho in Nuriro
Mugunghwa-ho je regionalna različica vlakov v Južni Koreji. Ime je vlak dobil po hibiskusu, ki je državni grb in je tudi zavarovana rastlina na območju Seula. Vlak je bil sprva uveden kot hitra železniška povezava med večjimi Korejskimi mesti, ampak ga je izpodrinil vlak nove serije KTX.
Naslednik vlaka Mugunghwa-ho je Nuriro, ki je trenutno upravljan le z nekaj električnimi garniturami (EMU - serije 20). Povezava naj bi dobila nov zagon po prejetju električnih garnitur serije 150 (EMU-150), ki jih je naročil KORAIL.

### Železniške storitve na območju mestnih območij
Te storitve so znane tudi pod imenom podzemna železnica (korejščina:전동열차) v Južni Koreji obstajajo v večjih mestih in metropolitanskih območjih, med drugim v Seulu in Busanu. 